# ГЕС Саригюзель
ГЕС Саригюзель (тур. Sarıgüzel Barajı) — гідроелектростанція на південному сході Туреччини. Знаходячись між ГЕС Канділ (вище по течії) та ГЕС Хаджининоглу, входить до складу каскаду на річці Джейхан, яка біля однойменного міста впадає до Середземного моря.
У межах проєкту річку перекрили земляною греблею з бетонним облицюванням висотою 80 метрів та довжиною 464 метри, яка потребувала 2,76 млн м3 матеріалу. На час будівництва воду відвели за допомогою двох тунелів довжиною по 0,33 км з діаметром 4,5 метра. Гребля утримує водосховище з площею поверхні 1,9 км2 та об'ємом 59,4 млн м3 (корисний об'єм 39 млн м3).
Зі сховища через лівобережний гірський масив прокладено дериваційний тунель довжиною 5,3 км із діаметром 6 метрів. Він переходить у напірний водовід діаметром 5 метрів, який невдовзі розгалужується на два діаметрами по 2,8 метра. У системі також працює запобіжний балансувальний резервуар шахтно-баштового типу висотою 96 метрів з діаметром 16 метрів.
Основне обладнання станції становлять дві турбіни типу Френсіс потужністю по 50,4 МВт, які при напорі у 109 метрів повинні забезпечувати виробництво 279 кВт·год електроенергії на рік. Крім того, для підтримки природної течії річки частина води випускається біля греблі через турбіну типу Френсіс потужністю 3,5 МВт, яка при напорі у 72 метри додатково виробляє 31 млн кВт·год.
Видача продукції відбувається по ЛЕП, розрахованих на роботу під напругою 154 кВ.